# Le nozze di Dorina
Le nozze (někdy také jako Le nozze di Dorina, v italštině Dorinina svatba) je opera - dramma giocoso o třech dějstvích. Autorem hudby na italské libreto Carla Goldoniho byl Baldassare Galuppi. 
Premiéra se konala na Formagliari v Bologni 14. září 1755.
Ve statistikách Operabase se v období 2005–2010 objevuje pouze s jedním zastoupením.